# František Hodáč
František Xaver Hodáč, František Xaver Ferdinand Hodáč, (21. srpna 1883 Brno – 10. března 1943 Zlín) byl český politik a poslanec, publicista, otec automobilového závodníka Ivana Hodáče a hereček Nataši Gollové a Marcelly Sedláčkové.

## Biografie

### Rodina a mládí
Pocházel z rodiny brněnského zemského advokáta a národovce Františka Hodáče a jeho manželky Gabriely, rozené Kalinové. Narodil se v Brně v domě čo. 28 v ulici Rudolfské (nyní Česká). Patřil k účastníkům prvního československého odboje. Za první světové války byl tajemníkem brněnské odbočky Maffie a stoupencem T. G. Masaryka.
Během studií na filosofické fakultě české Karlo-Ferdinandovy univerzity byl posluchačem historika Jaroslava Golla. Dne 10. července 1909 se oženil v Praze na Smíchově s jeho dcerou Adélou Gollovou.

### Aktivity v sdružení průmyslníků
V roce 1911 se stal tajemníkem Jednoty průmyslníků pro Moravu a Slezsko a blíže spolupracoval s řadou moravských a českých podnikatelů a průmyslníků – kupř. s Tomášem Baťou.
Po válce se v letech 1918–1933 zastával funkci generálního tajemníka a později místopředsedy Ústředního svazu československých průmyslníků. Byl také členem bankovní rady a stoupencem ekonomické politiky Aloise Rašína. Jeho oponentem byl Karel Engliš.

### Politická činnost
Po parlamentních volbách v roce 1929 se stal za Československou národní demokracii poslancem Národního shromáždění.
Tvořil opozici hradní politiky, převážně zahraniční ztělesněné v Edvardu Benešovi, kritizoval jeho zahraničně politickou orientaci. V době krize za vzor považoval fašistický režim Benita Mussoliniho v Itálii. František Hodáč je spolutvůrcem sjednocení pravicových a nacionalistických sil do bloku Národní sjednocení, které vytvořil spolu s J. Stříbrným, profesorem F. Marešem a Karlem Kramářem. Podílel se také na tzv. anketě (ve skutečnosti otevřeném dopise) Národu národní kulturu v Národních listech z konce roku 1936, v kterém s ostatními představiteli Národního sjednocení nařkli československou uměleckou avantgardu z "kulturního bolševismu" a "protistátních a protinárodních tendencí". Anketu otevřeně kritizoval spisovatel Karel Čapek, malíř a karikaturista Antonín Pelc, malíř Emil Filla a další.
Po Mnichovské dohodě byl za Národní sjednocení jedním ze zakládajících členů Strany národní jednoty, do níž byly sloučeny české pravicové a středové strany společně s většinou národních socialistů.
Hodáč se stal jedním z místopředsedů nové strany a z pozice předsedy Národní rady hospodářské mu byla svěřena konsolidace hospodářství, potýkajícího se s následky Mnichovské dohody, zejména ztrátou surovinových zdrojů.

### Aktivity za druhé světové války
V letech 1940 až 1942 byl vedoucím národohospodářského oddělení Studijního ústavu ve Zlíně. Od roku 1942 byl krátce do své smrti členem dozorčí rady zlínské společnosti Baťa.